# Gerd Kadelbach

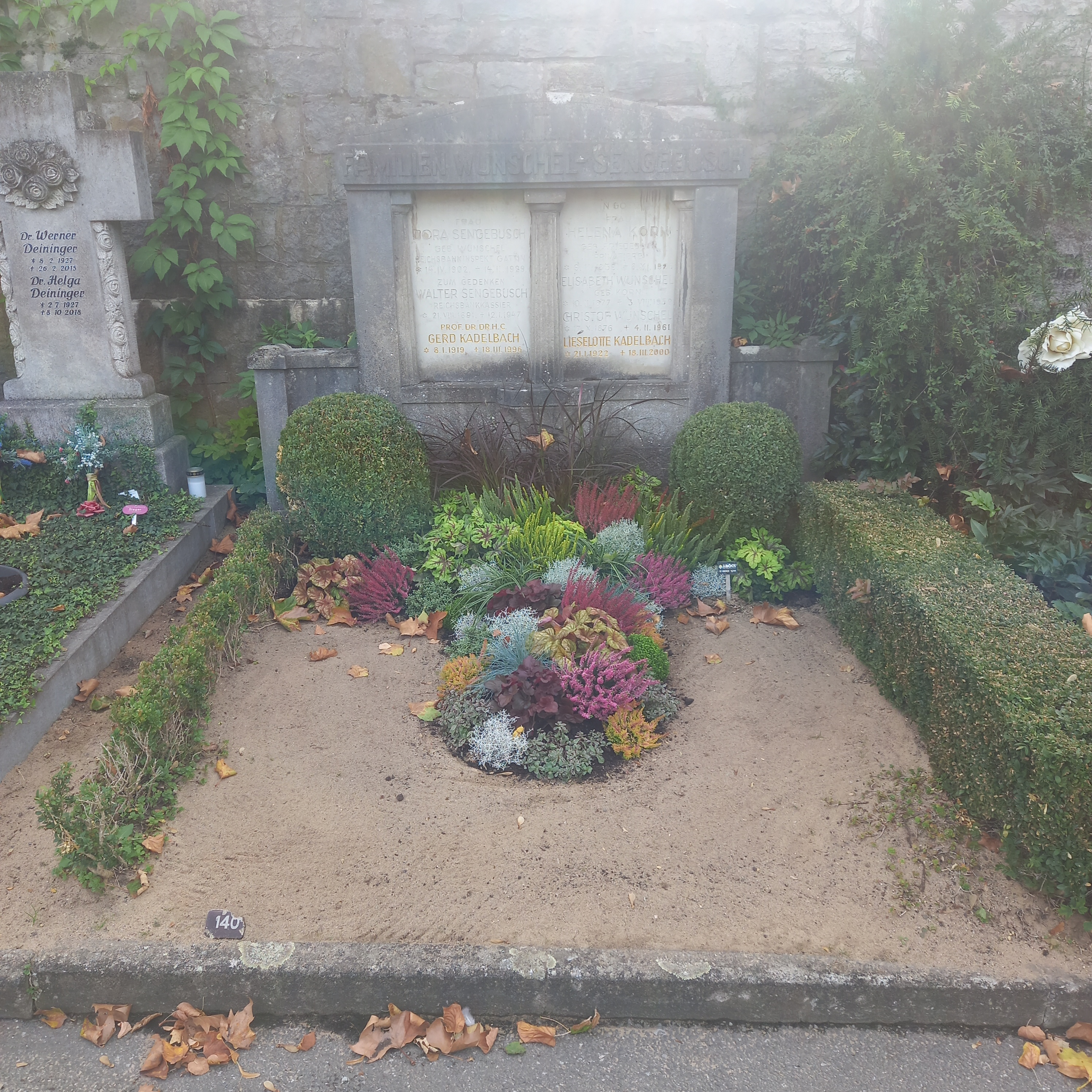
Das Grab von Gerd Kadelbach und seiner Ehefrau Lieselotte auf dem Hauptfriedhof Würzburg

Gerd Kadelbach (* 8. Januar 1919 in Pitschen, Oberschlesien; † 18. März 1996 in Wolkenstein in Gröden) war ein deutscher Pädagoge, Journalist, Herausgeber und Honorarprofessor an der Universität Frankfurt. Er war jahrzehntelang Leiter der Hauptabteilung Bildung und Erziehung im Hörfunk des Hessischen Rundfunks und Initiator sowie langjähriger Organisator des Funkkollegs. Er publizierte auch unter dem Pseudonym Karl Theodor Marbach.

## Leben
Gerd Kadelbach (mit vollständigem Namen: Hans-Gerd Schulze-Kadelbach) war der älteste Sohn des Theologie-Professors Dr. D. Gerhard Schulze-Kadelbach. Nach dem Abitur wurde er zunächst zum Reichsarbeitsdienst und danach in die Wehrmacht eingezogen. Während des Zweiten Weltkriegs wurde er an der Ostfront verwundet. Bereits ab dem Wintersemester 1945/46 studierte Kadelbach Klassische Philologie, Philosophie, Germanistik und Geschichtswissenschaft, zunächst in München und später in Würzburg. In Würzburg wurde er 1945 von Ordensleuten in einem achtwöchigen Kurs als Schulhelfer – als eine Art Hilfslehrkraft – ausgebildet und eingesetzt. Sein Studium schloss er ab mit dem zweiten Staatsexamen für das Lehramt an Volksschulen sowie 1949 mit einer Promotion zum Dr. phil.; das Thema seiner Dissertation lautete: Herders Geschichtsdenken und Humanitätsidee im Zusammenhang mit seinem Griechenbild.
Nach dem Studienabschluss arbeitete Kadelbach als Lehrer und Schulleiter in Winterhausen und leitete zugleich die religionspädagogische Ausbildung im Evangelischen Dekanat Würzburg. 1953 wurde er in Mannheim zum Schulreferenten ernannt. Bereits drei Jahre später, 1956, wurde er nach Frankfurt am Main berufen, wo er vom Intendanten des Hessischen Rundfunks (hr), Eberhard Beckmann, mit der Leitung der Hauptabteilung Bildung und Erziehung betraut wurde; hierzu gehörten insbesondere der Kinderfunk, der Schulfunk, der Frauenfunk und die Erwachsenenbildung. Vom Hessischen Kultusminister wurde Kadelbach aufgrund seiner Position im hr in das Landeskuratorium für Erwachsenenbildung berufen, von 1958 bis 1968 war er zudem stellvertretender Vorsitzender des Hessischen Landesverbands für Erwachsenenbildung (heute: Hessischer Volkshochschulverband). Ab 1958 war Kadelbach ferner Redakteur der Hessischen Blätter für Volksbildung.
1961 übernahm Kadelbach einen Lehrauftrag über Schule und Massenkommunikationsmittel an der Frankfurter Goethe-Universität, wo er 1967 zum Honorarprofessor ernannt wurde und insbesondere mediendidaktische Themen aufgriff und den Bereich der Medienwirkungsforschung vertrat. Aus dem anfänglichen Lehrauftrag erwuchs im Kontakt mit dem damaligen Rektor der Universität, Walter Rüegg, die Idee einer „Funk-Universität“, die ab 1966 unter Kadelbachs Leitung vom Hessischen Rundfunk in Form eines „Funk-Kollegs zum Verständnis der modernen Gesellschaft“ umgesetzt wurde. Daraus entwickelte sich das bis heute weit über Hessen hinausreichende Medienverbundsystem Funkkolleg.
Unter Kadelbachs Leitung gelang es dem hr zwischen 1959 und 1969 ferner, Theodor W. Adorno mindestens einmal pro Jahr als Vortragenden in der Hörfunk-Reihe Bildungsfragen der Gegenwart zu gewinnen. Vier Vorträge Adornos und vier längere Gespräche Adornos mit Hellmut Becker erschienen 1971 bei Suhrkamp unter dem Titel Erziehung zur Mündigkeit, einem „pädagogischen Best- und Longseller“.
Kadelbach starb während eines Urlaubs in Südtirol.

## Ehrungen
1988 wurde Gerd Kadelbach – insbesondere unter Verweis auf sein Engagement für das Funkkolleg – die Ehrendoktorwürde des Fachbereichs Erziehungswissenschaften der Philipps-Universität Marburg verliehen.

## Schriften (Auswahl)
- Herders Geschichtsdenken und Humanitätsidee im Zusammenhang mit seinem Griechenbild. Diss. Phil., Würzburg 1950.
- Verzauberte Bücherwelt. Seltsame Berichte über Zauberer, Dichter, Professoren, Schulkinder, Druckmaschinen und einen Bücherdoktor. Börsenverein des Deutschen Buchhandels e.V., Frankfurt am Main 1961.
- Der Geist von Weimar. Beltz, Weinheim 1961.
- Der 30. Januar 1933 und was danach kam. Beltz, Weinheim 1961.
- Die Reise hinter den Vorhang. Interzonenreisen eines Journalisten. Beltz, Weinheim 1961.
- Deutschland nach dem Zweiten Weltkrieg. Beltz, Weinheim 1965.

als Herausgeber
- Wissenschaft und Gesellschaft : Einführung in das Studium von Politikwissenschaft, neuere Geschichte, Volkswirtschaft, Recht, Soziologie. Fischer-Bücherei, Frankfurt am Main 1967. (= Funkkolleg zum Verständnis der modernen Gesellschaft, Band 1)
- Theodor W. Adorno: Erziehung zur Mündigkeit. Vorträge und Gespräche mit Hellmut Becker 1959–1969. Suhrkamp, Frankfurt am Main 1971, ISBN 978-3-518-36511-3 (=suhrkamp taschenbuch 11).
- Forschungsreport Funkkolleg : Modell 1 und 2. Beltz, Weinheim 1972 (= Tübinger Beiträge zum Fernstudium, Band 5), ISBN 3-407-13807-5.
- Bildungsfragen der Gegenwart: Kritiken, Modelle, Alternativen. Athenäum-Fischer-Taschenbuch-Verlag, Frankfurt am Main 1974.

## Belege
1. ↑  Institut für Stadtgeschichte, Frankfurt am Main: Nachlässe, Adels- und Familienarchive „Ka-Kh“.
2. ↑  Klaus Ahlheim: Laudatio zur Ehrenpromotion von Prof. Dr. phil. Gerd Kadelbach. Universität Marburg, 2. Juli 1988. In: Klaus Ahlheim: Bildung ist niemals unverbindlich. Offizin-Verlag, Hannover 2015, ISBN 978-3-945447-07-9. (= Kritische Beiträge zur Bildungswissenschaft, Band 11).
3. ↑  Klaus Ahlheim, Laudatio zur Ehrenpromotion von Prof. Dr. phil. Gerd Kadelbach, S. 10.

| Personendaten    | Personendaten                                                    |
| ---------------- | ---------------------------------------------------------------- |
| NAME             | Kadelbach, Gerd                                                  |
| ALTERNATIVNAMEN  | Hans-Gerd Schulze-Kadelbach; Marbach, Karl Theodor (Pseudonym)   |
| KURZBESCHREIBUNG | deutscher Pädagoge, Journalist, Herausgeber und Honorarprofessor |
| GEBURTSDATUM     | 8. Januar 1919                                                   |
| GEBURTSORT       | Pitschen, Oberschlesien                                          |
| STERBEDATUM      | 18. März 1996                                                    |
| STERBEORT        | Südtirol                                                         |